# San Juan Bautista (Orejana)

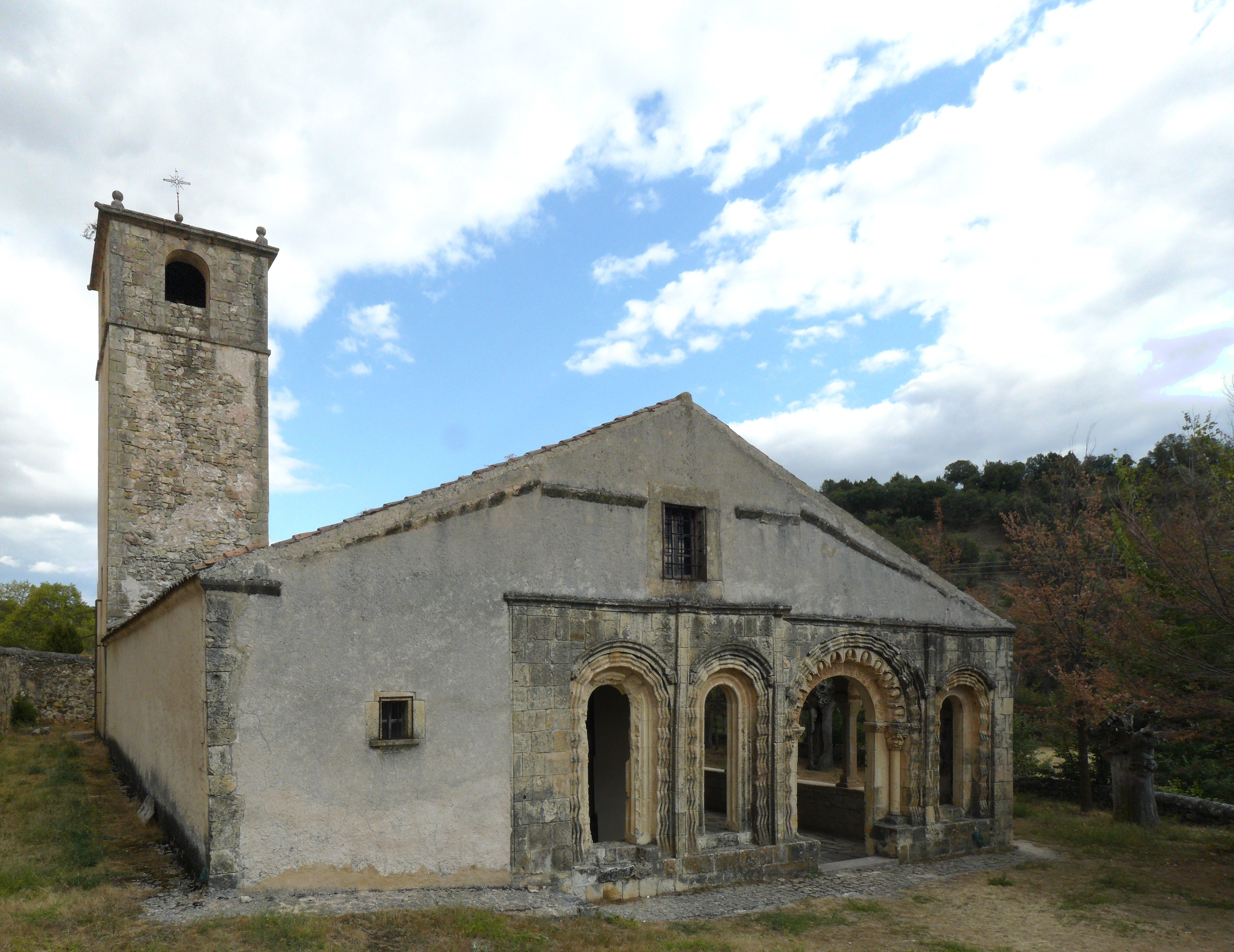
Orejana – Iglesia San Juan Bautista

Die Kirche San Juan Bautista in der spanischen Gemeinde Orejana ist vor allem bekannt wegen ihrer Vorhalle (galería porticada), die zu den Schmuckstücken der romanischen Architektur im Norden Spaniens gehört.

## Lage
Die einzeln stehende Kirche liegt etwa 500 Meter außerhalb des Weilers La Revilla in einer Höhe von etwa 1100 Metern ü. d. M. in der Gemeinde Orejana in der Provinz Segovia in der Autonomen Region Kastilien-León.

## Geschichte
Zweifellos gehören die Kirche und ihre Vorhalle in die Zeit des ausgehenden 12. und beginnenden 13. Jahrhunderts – mithin in die Stilepoche der Spätromanik. Während die Kirche jedoch – möglicherweise wegen des beim Bau verwendeten Bruchsteinmaterials – verputzt ist, besteht die Vorhalle aus exakt behauenen Sandsteinen. Über den oder die Auftraggeber, den Architekten und die ausführenden Steinmetze ist nichts bekannt.
Im 18. Jahrhundert wurde die südliche Vorhalle geschlossen und die Kirche somit auf drei Schiffe zuzüglich einer Sakristei erweitert; diese Maßnahme wurde in den 1980er Jahren wieder rückgängig gemacht.

## Architektur
Turm

Ob das Obergeschoss des auf der Nordseite befindlichen Glockenturm zum Originalbestand der Kirche gehört, ist fraglich, denn es ist durch ein umlaufendes Gesims vom Untergeschoss abgetrennt und zeigt besser bearbeitete Steine, aber nur ungegliederte und undekorierte Schallöffnungen, wie sie im 18. Jahrhundert in ländlichen Gegenden üblich sind. Die aufgesetzten Kugeln können in jedem Fall als entfernte Reminiszenz an den Escorial verstanden werden.
Kirche

Wie das Untergeschoss des Turmes, so scheint auch die Kirche aus Bruchsteinen errichtet worden zu sein – nur die Ecksteine sind behauen. Das zweischiffige Innere der Kirche ist von einem offenen Dachstuhl bedeckt. In der winzigen – außen wie innen weitgehend schmucklosen – Apsis steht ein zusammengestückeltes Altarretabel; ein muschelförmig geripptes Taufbecken mit einem Rankenrelief am Rand befindet sich in einer Ecke des Kirchenschiffs.
Vorhalle

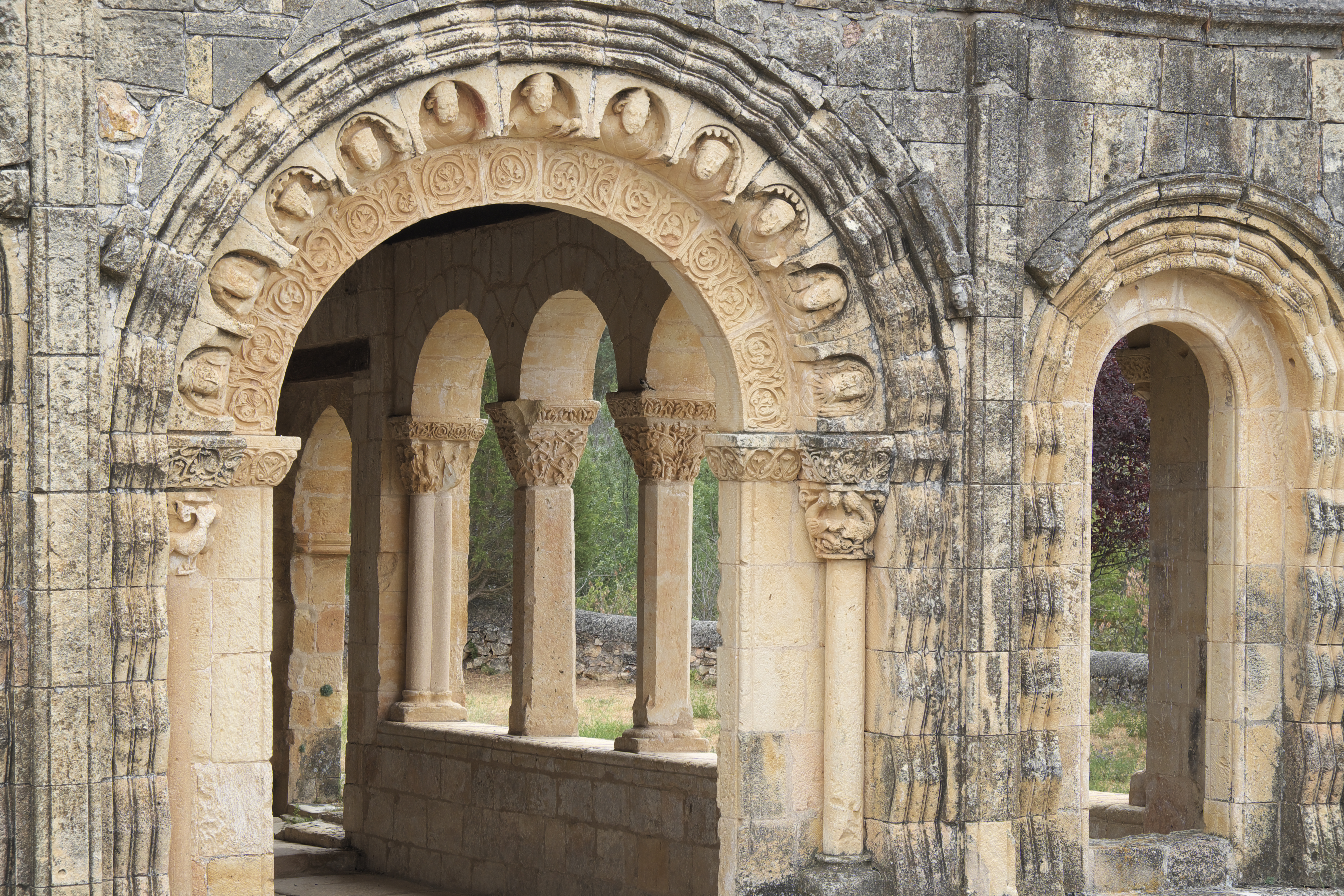
Vorhalle der Westseite (Detail)

Eigentlicher architektonischer Höhepunkt der Kirche ist ihre Vorhalle, die die ganze Länge der Kirche im Süden und einen Teil der Breite der Westseite einnimmt. Während die Arkaden der Südseite architektonisch eher einfach gestaltet sind, zeigen das Portal und die drei Arkaden auf der Westseite ein reiches Dekor, das hauptsächlich aus umlaufenden plastisch geformten und nicht durch Kapitelle unterbrochenen Zickzack-Motiven besteht, die denjenigen an den Kirchen von Sotosalbos, San Pedro de Gaíllos und Perorrubio gleichen, was auf wandernde Steinmetze schließen lässt. Das Portal präsentiert zusätzlich eine mit Rankendekor versehene Stirnseite und eine mehrfach gezackte Archivolte mit steinernen Köpfen, die auf zwei eingestellten Säulen mit Kapitellen ruht.
Die Südseite ist insgesamt deutlich einfacher gestaltet – das im Scheitel leicht angespitzte Portal tritt leicht aus der Wand hervor; die beiden östlichen Arkaden ruhen auf Doppelsäulen, während die fünf westlichen Arkaden meist auf Pfeilern mit quadratischem, an den Ecken jedoch abgefastem Querschnitt aufruhen. Die meisten Kapitelle sind tiefenräumlich gearbeitet und zeigen meist pflanzliche, aber auch tierische Motive. Für ein Kapitell ganz ungewöhnlich ist die Darstellung Christi als Pantokrator, umgeben von den vier Evangelistensymbolen.

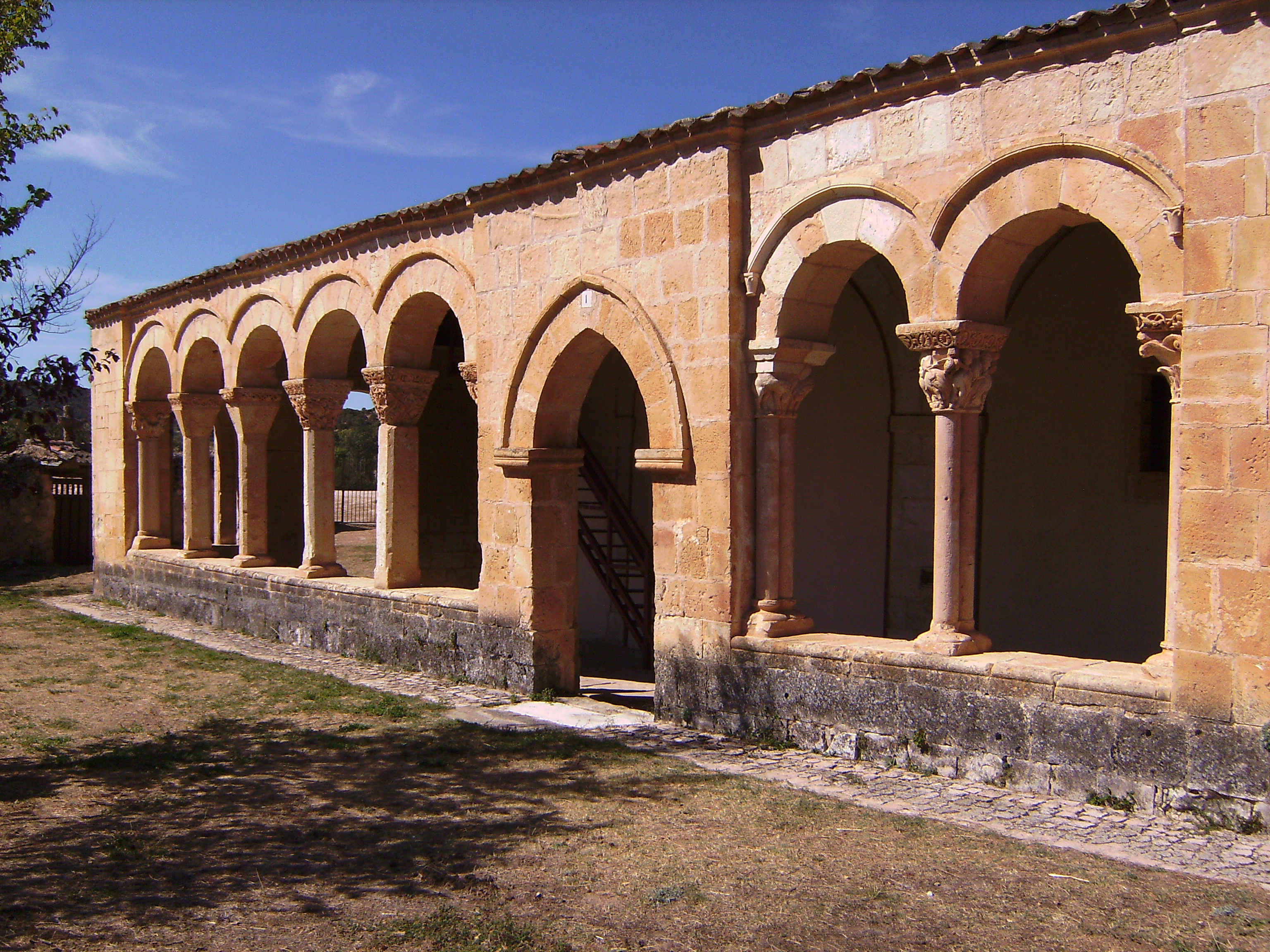
Südseite der Vorhalle
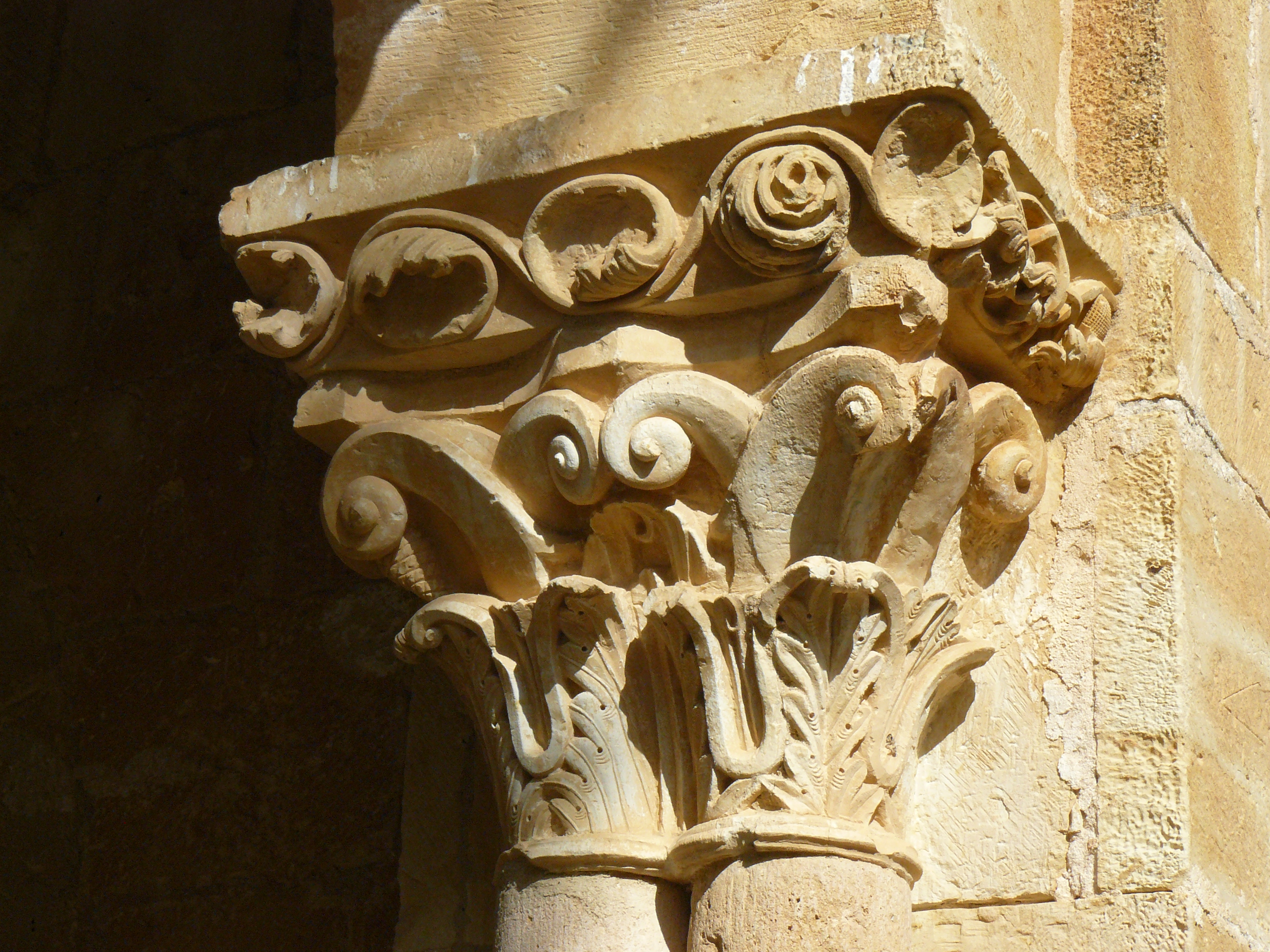
Kapitell mit Pflanzendekor
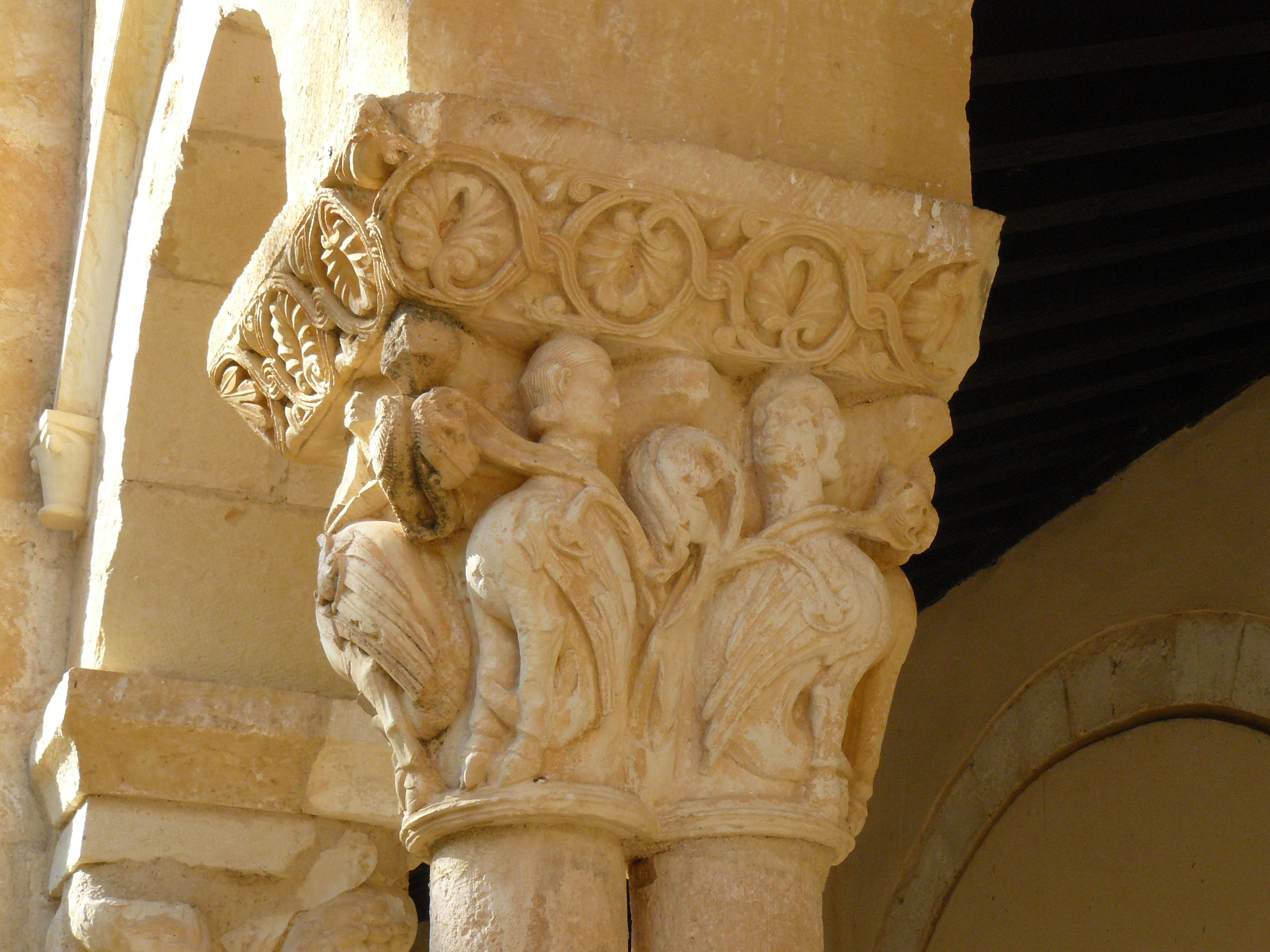
Kapitell mit Vögeln mit Menschenköpfen
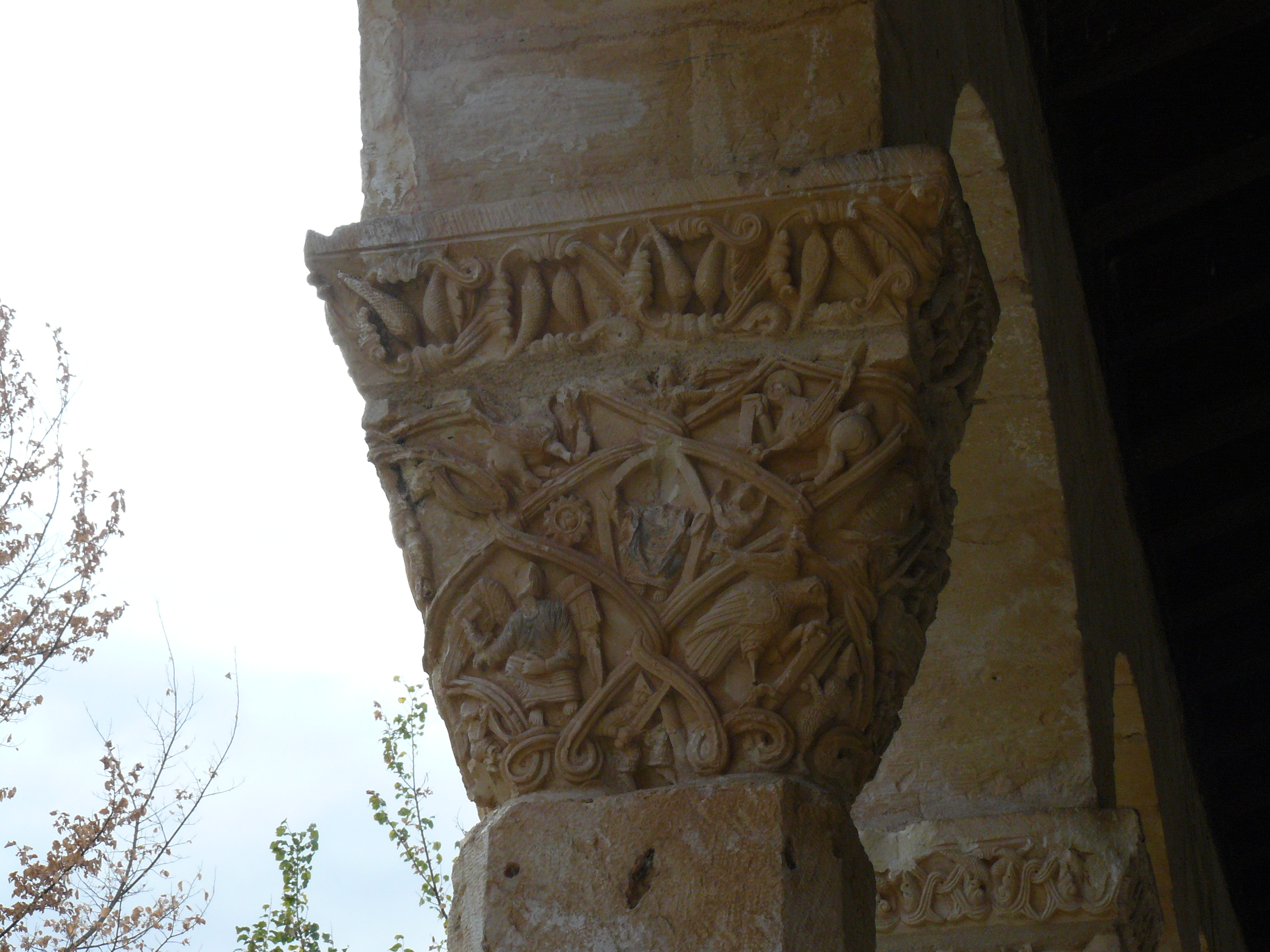
Kapitell mit netzförmigem Flechtbandmuster und Christus als Pantokrator umgeben von den vier Evangelistensymbolen
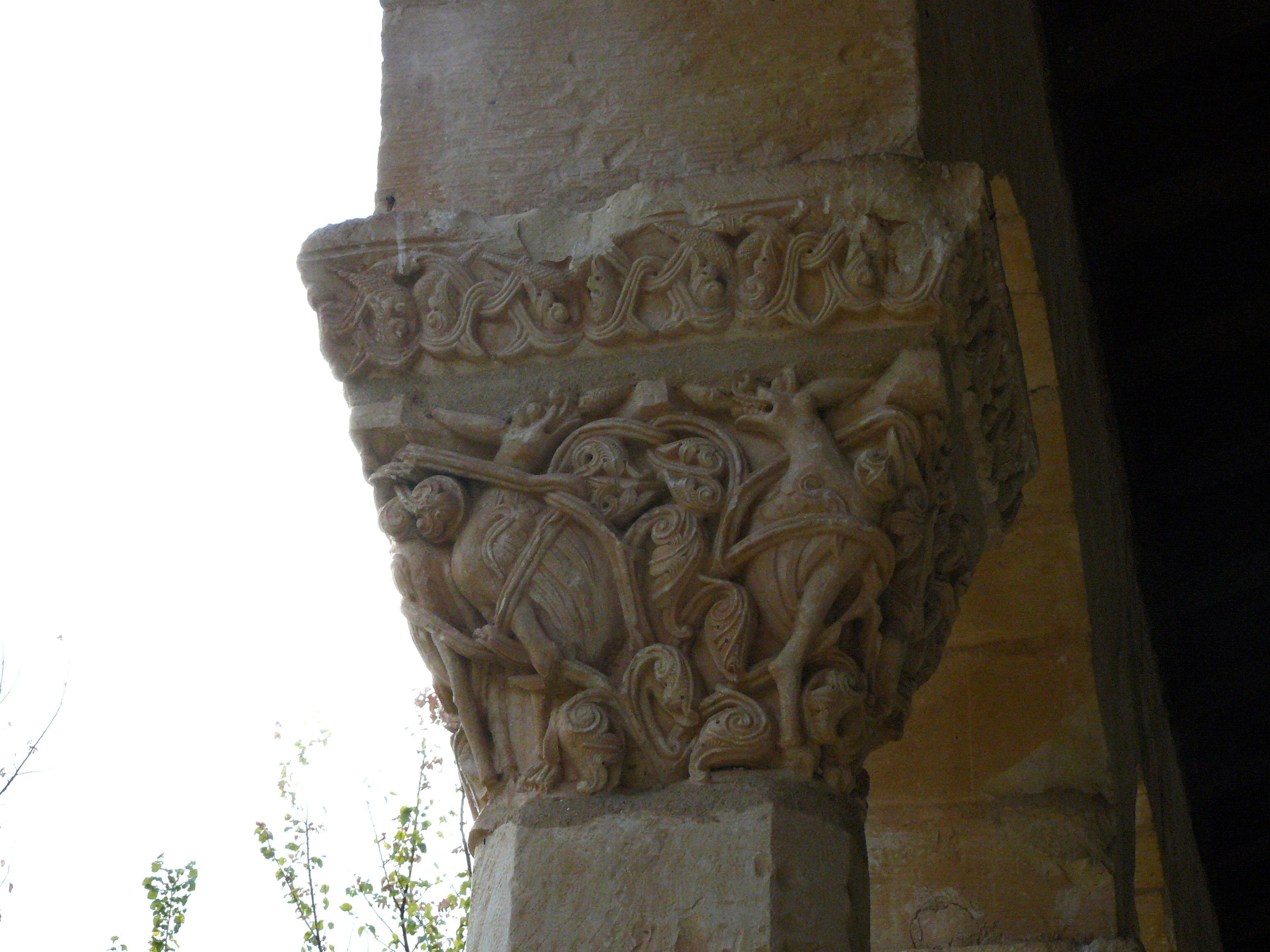
Kapitell mit Rankenwerk und Chimären